# Лермонтовский (станция, Ставропольский край)
Ле́рмонтовский (неофициально Ле́рмонтовская) — железнодорожный разъезд Минераловодского региона Северо-Кавказской железной дороги, находящийся в микрорайоне Белая Ромашка города Пятигорска Ставропольского края. Разъезд расположен на двухпутной железнодорожной ветке Минеральные Воды — Кисловодск.

## Описание
15/28 июня 1901 года правление Владикавказской железной дороги разрешило остановку поездов недалеко от места дуэли Лермонтова. Была построена платформа, и открыт новый железнодорожный разъезд, названный Лермонтовский.
Название станции двояко — с одной стороны документально станция называется «Лермонтовский» (имеется в виду «Лермонтовский разъезд»), на самой станции висит табличка большими буквами «ЛермонтовскИЙ» (смотри на фотографии), в пригородных электропоездах об оповещениях остановок произносится «Лермонтовская».
В 1994—2000 годах от станции курсировал дизельный пригородный поезд до станции Промышленная (город Лермонтов).
Станция предназначена для пригородного сообщения. От станции отходят подъездные пути к промышленным предприятиям города Пятигорска. Поезда дальнего следования на станции не останавливаются.

## Пригородное сообщение по станции
По состоянию на март 2016 года по станции курсируют следующие поезда пригородного сообщения:
| № поезда | Маршрут движения              | № поезда | Маршрут движения              |
| -------- | ----------------------------- | -------- | ----------------------------- |
| 6101     | Кисловодск — Минеральные Воды | 6102     | Минеральные Воды — Кисловодск |
| 6103     | Кисловодск — Минеральные Воды | 6104     | Минеральные Воды — Кисловодск |
| 6105     | Кисловодск — Минеральные Воды | 6106     | Минеральные Воды — Кисловодск |
| 6107     | Кисловодск — Минеральные Воды | 6108     | Минеральные Воды — Кисловодск |
| 6109     | Кисловодск — Минеральные Воды | 6110     | Минеральные Воды — Кисловодск |
| 6111     | Кисловодск — Минеральные Воды | 6112     | Минеральные Воды — Кисловодск |
| 6115     | Кисловодск — Минеральные Воды | 6114     | Минеральные Воды — Кисловодск |
| 6117     | Кисловодск — Минеральные Воды | 6116     | Минеральные Воды — Кисловодск |
| 6119     | Кисловодск — Минеральные Воды | 6118     | Минеральные Воды — Кисловодск |
| 6121     | Кисловодск — Минеральные Воды | 6120     | Минеральные Воды — Кисловодск |
| 6123     | Кисловодск — Минеральные Воды | 6124     | Минеральные Воды — Кисловодск |
| 6125     | Кисловодск — Лермонтовская    | 6132     | Лермонтовская — Кисловодск    |
| 6127     | Кисловодск — Минеральные Воды | 6126     | Минеральные Воды — Кисловодск |
| 6129     | Кисловодск — Минеральные Воды | 6128     | Минеральные Воды — Кисловодск |
| 6133     | Кисловодск — Минеральные Воды | 6130     | Минеральные Воды — Кисловодск |
| 6135     | Кисловодск — Минеральные Воды | 6134     | Минеральные Воды — Кисловодск |
| 6137     | Кисловодск — Минеральные Воды | 6138     | Минеральные Воды — Кисловодск |
| 6139     | Кисловодск — Минеральные Воды | 6140     | Минеральные Воды — Кисловодск |
| 6141     | Кисловодск — Лермонтовская    | 6146     | Лермонтовская — Кисловодск    |
| 6143     | Кисловодск — Минеральные Воды | 6142     | Минеральные Воды — Кисловодск |
| 6145     | Кисловодск — Минеральные Воды | 6144     | Минеральные Воды — Кисловодск |
| 6147     | Кисловодск — Минеральные Воды | 6148     | Минеральные Воды — Кисловодск |